# Lima (hrabstwo Grant)
Lima – miasto w Stanach Zjednoczonych, w stanie Wisconsin, w hrabstwie Grant.